# Eldorado Business Tower
23°34′23″N 46°41′52″T / 23,57306°N 46,69778°T
Eldorado Business Tower là một nhà chọc trời ở São Paulo, Brasil. Hoàn thành năm 2007 với chiều cao 141 m. Tòa nhà này cố 36 tầng, là tòa nhà cao thứ 46 ở Nam Mỹ và cao thứ 17 ở Brasil. Tháp nằm gần Shopping Eldorado, một trung tâm mua sắm trong Pinheiros.
Eldorado có tám tầng đậu xe, bốn bên dưới mặt đất và trên mặt đất. Có một bãi đậu xe không gian cho mỗi 32m ² diện tích văn phòng. Nó được kết nối với mua sắm Eldorado bởi một lối đi bộ trên cao. Sân bay trực thăng kích thước 24 x 24 m trên mái nhà, có khả năng tiếp nhận máy bay lên đến 10 tấn. Sáu trong số 29 thang máy nhanh nhất tại Brazil, đạt tốc độ 6 m / s. Tháp bao gồm xây dựng nhà để xe bốn tầng và một tháp 36 tầng văn phòng. 